# Simbang (Mandiraja)
Simbang is een bestuurslaag in het regentschap Banjarnegara van de provincie Midden-Java, Indonesië. Simbang telt 1929 inwoners (volkstelling 2010).